# Pietriș, Iași
Pietriș este un sat în comuna Dolhești din județul Iași, Moldova, România.